# El agente nocturno
El agente nocturno (título original: The Night Agent) es una serie de televisión estadounidense de 2023 de Shawn Ryan protagonizada por Gabriel Basso. La serie cuenta con 2 temporadas.

## Argumento
En los Estados Unidos un agente de bajo nivel del FBI, Peter Sutherland, trabaja por la noche en el sótano de la Casa Blanca manejando un teléfono que nunca suena y que solo suena, cuando agentes lo llaman para informar de una seria amenaza de seguridad nacional que no se puede tratar por los procedimientos normales, ya que están seriamente comprometidos por agentes infiltrados. 
Una noche ese teléfono suena y, al recibir la llamada, se pone en contacto con una mujer joven llamada Rose Larkin. Teniendo el trabajo de protegerla, si algo así ocurre, ambos descubren una conspiración que lo lleva hasta la Casa Blanca y donde no pueden fiarse de nadie. Tienen que destaparla y salvar sus vida de asesinos que los persiguen y que siempre parecen saber donde están. Al final lo consiguen.
Diez meses más tarde Peter Sutherland es ascendido y tiene que juntarse otra vez con Rose Larkin para enfrentarse a alguien que tiene planes para atacar con armas químicas.

## Reparto
| Actor                | Personaje         |
| -------------------- | ----------------- |
| Gabriel Basso        | Peter Sutherland  |
| Luciane Buchanan     | Rose Larkin       |
| Fola Evans-Akingbola | Chelsea Arrington |
| Sarah Desjardins     | Maddie Redfield   |
| Eve Harlow           | Ellen             |
| Phoenix Raei         | Dale              |
| Enrique Murciano     | Ben Almora        |
| D.B. Woodside        | Erik Monks        |
| Hong Chau            | Diane Farr        |

## Recepción
La serie de televisión ha conseguido el tercer mejor estreno de una serie de Netflix de todos los tiempos. Consiguió la suma de 168,71 millones de horas reproducidas en apenas 4 días. A causa de este éxito Netflix decidió el 29 de marzo de 2023, tan solo 6 dias después de su estreno, que se hiciese una segunda temporada de la serie.
En cuanto a la crítica, recibió de forma bastante positiva la serie. Eso también contribuyó a que se decidiese hacer una segunda temporada de la serie.